# Aitoliko
Aitoliko (in greco Αιτωλικό?) è un ex comune della Grecia nella periferia della Grecia Occidentale (unità periferica dell'Etolia-Acarnania) con 7.348 abitanti secondo i dati del censimento 2001.
È stato soppresso a seguito della riforma amministrativa, detta Programma Callicrate, in vigore dal gennaio 2011 ed è ora compreso nel comune di Missolungi.

## Località
Aitoliko è suddiviso nelle seguenti comunità (i nomi dei villaggi tra parentesi):
- Aitoliko (Aitoliko, Agios Nikolaos, Kefalovryso, Mesa Pigadi, Bouza, Nisaki, Poros, Chaliki)
- Agios Ilias
- Stamna (Stamna, Kefalovrysos, Stathmos Stamnas)
- Fragkoulaiika (Fragkou, Koulaiika)
- Chrysovergi (Chrysovergi, Giatsaiika)